# 薊子訓
蓟子训（？—？），东汉方士。

## 生平
建安年间，客居济阴郡宛句县。有神异道术。曾经抱邻居家婴兒，故意失手，婴儿被摔死，其父母大声哭号，蓟子训只是道歉，没有说其他话，于是埋藏了。后来一月有余，蓟子训抱着孩子回来。父母大惊，以为是鬼，不愿再见。孩子认识父母，笑得很开心，想要回到母亲身边，母亲一看，真是自己的孩子。后来打开孩子的坟墓，只有衣被。于是蓟子训名传京师，士大夫都仰慕他。
蓟子训驾驴车，与学生到许下。路过荥阳，住在一家人家里，蓟子训的驴忽然倒地，身上流出蛆虫，主人告诉他。蓟子训吃完饭，拿手杖扣打驴，驴应声奋起，走路和原来一样，接着上路。追逐来看他的人常有千余人。到京师，公卿以下数百人，请他吃酒肉，终日不停。
后蓟子训隐去，不知去了哪里。刚离开的时候，只见白云腾起，从早到晚，像这样数十处。当时有百岁老翁，说自己小时候见蓟子训在会稽集市卖药，容貌和现在一样。后有人在长安东霸城见到他，他与一个老人一起摩挲铜人，说：“从见到铸造它的时候，到现在已经近五百年了。”回头看到有人就走了，还是乘者驴车。见到他的人喊他：“蓟先生等一等。”驴车看着很慢，但是快马赶不上，于是绝迹。

## 后世纪念
唐诗以他借指得道之人。高适《赠别褚山人》：“光阴蓟子训，才术褚先生。”罗隐《期徐道者不至》： “只应蓟子训，醉后懒分身。”杜甫《寄司马山人十二韵》：“家家迎蓟子，处处识壶公。”

## 延伸阅读
[在维基数据编辑]
 《後漢書/卷82下》，出自范晔《後漢書》